# 3433 Fehrenbach
3433 Fehrenbach (1963 TJ1) là một tiểu hành tinh vành đai chính được phát hiện ngày 15 tháng 10 năm 1963 bởi Đài thiên văn Goethe Link ở Brooklyn.